# Parafia św. Stanisława Kostki w Rypinie
Parafia pw. św. Stanisława Kostki w Rypinie – rzymskokatolicka parafia należąca do dekanatu rypińskiego, diecezji płockiej, metropolii warszawskiej. Parafia została wyodrębniona 3 maja 1982 z parafii Trójcy Świętej w Rypinie. Jej obecnym proboszczem jest ks. Jacek Lubiński. Mieści się przy ul. ks. Antoniego Podlesia. 

## Miejsca święte

### Kościół parafialny
Kościół parafialny został zbudowany w latach 1984–1990, konsekrowany 16 września 1990 przez biskupa płockiego Zygmunta Kamińskiego. 